# 15 مايو (مدينة)
مدينة 15 مايو هي مدينة مصرية جديدة من مدن الجيل الأول، تقع في محافظة القاهرة، وتتبع إدارياً لهيئة المجتمعات العمرانية الجديدة، أنشأت بقرار رئيس جمهورية مصر العربية رقم 119 لسنة 1978، تقع المدينة جنوب شرق مدينة حلوان الصناعية وعلى بعد 35 كم من القاهرة، يحدها غربًا الأوتوستراد الرئيسي مصر الجديدة – حلوان، ويحدها شمالاً الطريق الدائري الأوسطي، ويحدها جنوباً طريق حلوان الكريمات (طريق الصعيد الحر)، ويحدها شرقاً الطريق الدائري الإقليمي.

## المخطط العام
تبلغ مساحة الكتلة العمرانية للمدينة 3.5 ألف فدان وتبلغ المساحة الإجمالية 18 ألف فدان، ومن المنتظر أن يصل عدد السكان بالمدينة إلى 300 ألف نسمة عند اكتمال نموها. توسعت مساحة المدينة عبر الزمن، فبدأت بمساحة 6,462 فدان بقرار 119 لسنة 1978، ثم أصبحت بمساحة 8,319 فدان بقرار 237 لسنة 1995، وزِيدت مساحة إلى 12,230 فدان بقرار 88 لسنة 2009، ثم أصبحت في النهاية بمساحة 18,329 فدان بموجب قرار 390 لسنة 2017.
تبلغ مساحة النشاط السكني للمدينة 1.7 ألف فدان مقسّمة إلى مجموعة من الأحياء تشتمل على جميع مستويات الإسكان (اقتصادي – متوسط – فوق متوسط – فاخر). وتنقسم إلى 36 مجاورة وتنقسم المجاورة إلى أحياء، كما توفّر الهيئة قطع الأراضي السكنية للأفراد وأيضا للشركات الاستثمارية والمنتجعات السكنية وكذلك المشروعات الرائدة مثل مشروع إسكان مبارك ومشروع إسكان جمعية المستقبل ومشروعات الإسكان الحر والإسكان العائلي وذلك بمنطقة الامتداد الذي ينقسم إلى 12 مجاورة مكونة بذلك حي النرجس وحي الياسمين. كما قامت الهيئة بإنشاء عدد 18090 وحدة سكنية منها عدد 800 وحدة إسكان شباب. قام القطاع غير الحكومي بإنشاء عدد 24572 وحدة سكنية.

## الخدمات

### الصحة
تضم المدينة مستشفى حكومي واحد هو مستشفى 15 مايو النموذجي.

## البنية التحتية

### الطرق والمواصلات
ترتبط المدينة بالمدن الأخرى عن طريق:
- خطوط أتوبيس هيئة النقل العام لربط المدينة بكل من (العباسية - التحرير).
- سيارات ميكروباص لربط المدينة بحلوان.
- خطوط ميكروباص من المدينة إلى (العباسية- نادي السكة).
- خطوط ميكروباص من (العباسية - العتبة - الهرم - موقف العاشر) إلى المدينة.
- يتم حالياً إنشاء محطة قطار بالقرب من المدينة ضمن مشروع قطار العين السخنة - مطروح السريع.
- ترتبط المدينة داخليًا عن طريق سيارات سرفيس لربط أحياء المدينة ببعضها.

### المياه والصرف الصحي
تغذى المدينة حاليًا من خلال محطة تنقية مياه شمال حلوان بطاقة 45 ألف م3/يوم. وتوجد محطة معالجة صرف صحي بطاقة 30 ألف م3/يوم، كما يوجد أيضا بيارات للتصرفات الزائدة بسعة 70 ألف م3/يوم.

### الكهرباء والاتصالات
توجد بالمدينة شبكات كهرباء بطول 1343 كم شبكات اتصالات بطول 443.2 كم.

## الاقتصاد
تعتبر مدينة 15 مايو من المدن الصناعيةإلى حدٍّ ما، حيث يبلغ مساحة النشاط الصناعي بها 0.3 ألف فدان، ويصل عدد المصانع المنتجة فيها إلى 86 مصنع برأس مال يبلغ 128.6 مليون جنيه، ويوفر هذا حوالي 7.7 آلاف فرصة عمل. كما يبلغ عدد المصانع التي هي تحت الإنشاء 36 مصنع، برأس مال يقارب 29.1 مليون جنيه، ويعمل ذلك على توفير 432 فرصة عمل. وتتمثل الأنشطة الصناعية بالمدينة في مصنع للغزل والنسيج وبعض مصانع الملابس الجاهزة، كما تقوم الهيئة بتوفير قطع أراضي صناعية وأراضي مخازن وورش.
كذلك تم إنشاء المعهد العالي للهندسة بمدينة 15 مايو، مما أنعش حركة الاستثمار العقاري والاقتصادي وذلك لوجود أعداد كبيرة من الطلبة المغتربين.كما تم إنشاء جامعة مايو الأهلية والتى تضم العديد من الكليات
كما تم أنشاء جامعة 15 مايو الاهلية والتى تضم العديد من الكليات 

## وصلات خارجية
- الموقع الرسمي لـ هيئة المجتمعات العمرانية الجديدة.
- الموقع الإلكترونى للمدينة مدينة 15 مايو.